# 미국 동해안

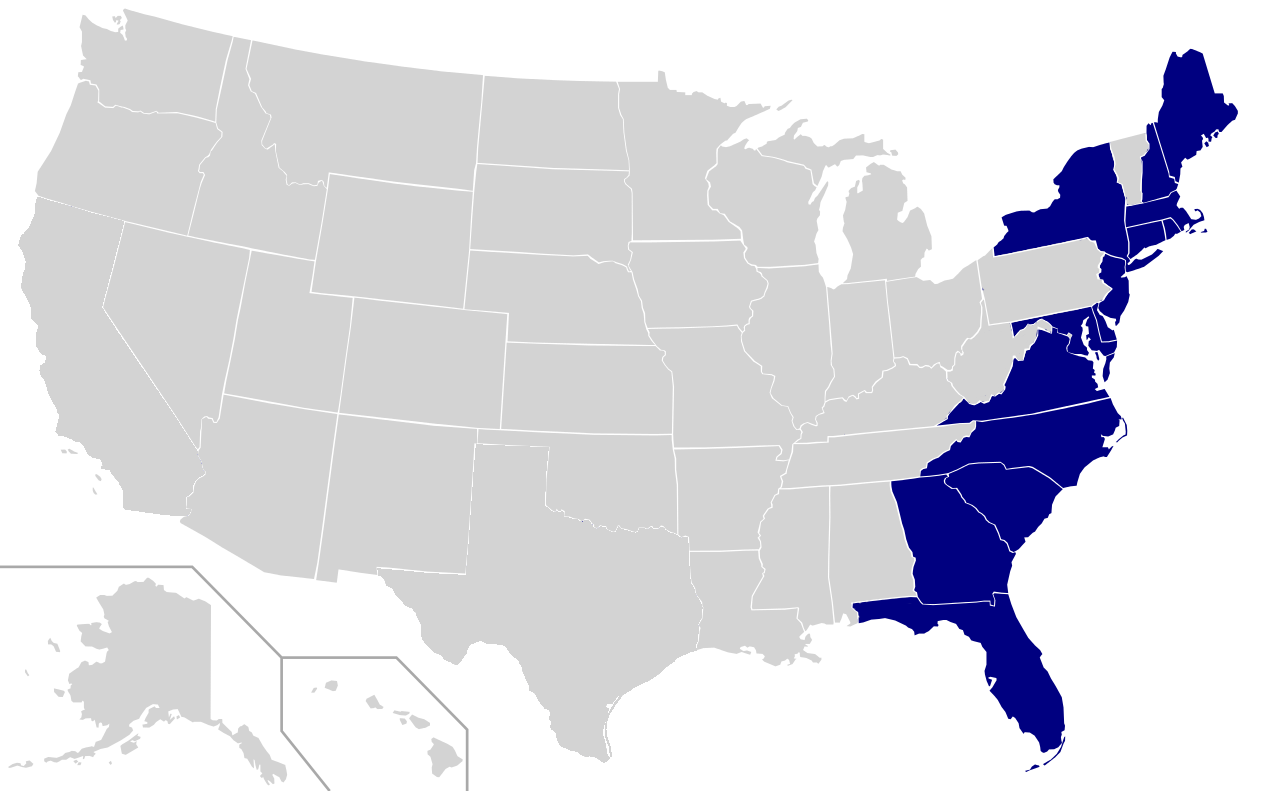

미국 동해안(美國東海岸, 영어: East Coast of the United States)은 대서양과 인접한 지역이다.

## 역사
매사추세츠, 뉴햄프셔, 로드아일랜드, 코네티컷, 뉴욕, 뉴저지, 펜실베이니아, 버지니아, 그리고 메릴랜드는 미국의 북동부 및 중부 대서양 해안에 있던 최초의 13개 영국 식민지 가운데 9개였다. 뉴잉글랜드라고 불리는 이 지역들은 1776년 7월 4일에 영국 왕실로부터 독립을 선언하고 나서 미국의 핵심 지역이 되었다. 뉴 잉글랜드는 미국 공업의 발상지일 뿐만 아니라 롱펠로, 소로, 그리고 존피츠제럴드, 케네디 대통령의 출생지이기도 하다. 이 지역에서는 식민지 시대를 회상시키는 역사적 건축 양식이 있는 오래된 도시들을 볼 수 있다. 버지니아 주에 있는 복원 도시 윌리엄스버그나 자유의 종이 있는 필라델피아의 독립 기념관이나 보스턴의 오랜 공원은 뉴잉글랜드의 역사적 사건들을 보여 주는 몇 가지 예에 불과하다. 뉴잉글랜드의 북부는 숲과 농장 지대이다. 버몬트는 미시시피 강 동쪽에서 가장 인구가 희박한 주이다. 메인 주의 북동부에는 아직도 황야가 남아 있지만 이 북부 뉴잉글랜드는 사람들이 즐겨 찾는 오락 및 휴양 지대이다. 이곳에는 뉴욕의 핑거 호수, 버몬트나 뉴햄프셔의 스키장, 메인주의 어항 등이 있다.

## 도시
산업의 발달과 도시의 발전이 피드몬트 고원과 해안 평야에 유리하게 작용하였다. 북동부의 대도시권에는 트렌턴, 뉴어크, 하트퍼드, 올버니, 뉴헤이번 같은 비교적 작은 공업 중심지뿐만 아니라 뉴욕, 보스턴, 워싱턴, 필라델피아, 볼티모어 같은 대도시도 포함된다. 거대 도시라고 불리는 이 지역은 미국에서 가장 고도로 발전된 지역 가운데 하나이다.
보스턴은 위치도 좋고 고등 교육 기관도 많기 때문에 첨단 과학 기술의 중요한 중심지가 되었다. 이 도시는 1603년에 영국 청교도들이 건설하였는데, 이어서 중요한 어업 도시가 되었다. 1775년, 미국의 정착자들은 보스턴을 미국 독립 혁명의 출발지로 삼고, 영국의 식민지 통치에 대항하는 봉기를 일으켰다. 1800년대 중기에는 기아에 허덕이던 수천 명의 아일랜드 인들이 아일랜드를 떠나 보스턴으로 들어와 정착하였다. 아일랜드 인들은 보스턴에 독특한 기품을 풍겼고, 여기에 이탈리아인과 폴란드인이 이 '언덕 위의 도시'를 더욱 다양한 도시로 바꾸어 놓았다.
세계에서 가장 큰 대도시 중의 하나인 뉴욕 역시 미국의 최대 도시로 금융의 중추를 이루며, 활발한 문화의 중심지 역할을 한다. 1625년에 네덜란드인이 건설한 이 도시는 이제 800만 명이 넘는 인구를 자랑하고 있다. 뉴욕은 1975년에 파탄의 위기에 처했으나, 지금은 서비스 관련 산업을 기초로 경제가 번창하고 있다. 뉴욕은 빈부의 격차가 현저하지만, 활기가 넘쳐 흐른다. 그러나 이와 반대되는 모습을 멀지 않은 곳에서 찾아볼 수 있다.
연방 수도인 워싱턴 시는 범죄율이 높은 곳으로, 이 범죄는 마약 거래와 밀접한 관련이 있다.
그 밖에 북동부의 도시에서는 도심부의 퇴락과 직장의 교외 이전이 큰 문제점으로 드러나고 있다.

## 같이 보기
- 미국 서해안

## 참고 문헌
- 중앙교육연구원 ‘Land & Peoples’